# Секачи (Арад)
Секачи (рум. Secaci) насеље је у Румунији у округу Арад у општини Белиу. Oпштина се налази на надморској висини од 185 m.

## Становништво
Према подацима из 2002. године у насељу је живело 200 становника, од којих су сви румунске националности.